# Línea N31 (EMT Madrid)
La línea N31 de la EMT de Madrid une Moncloa con El Pardo. Se trata de la versión nocturna de la línea 164.

## Características
Esta línea fue puesta en servicio el 1 de diciembre de 2024, aunque el primer servicio se realiza la noche del 1 al 2 de diciembre. Procede de la antigua concesión VCM-600 Madrid - El Pardo, prestada por la empresa Alacuber (perteneciente a Avanza Movilidad Integral). Heredó el recorrido de la línea interurbana 601.
A diferencia del resto de la red urbana nocturna, la línea mantiene los mismos horarios todos los días de la semana, a excepción de una expedición adicional los sábados y vísperas de festivo.

## Horarios
| Todos los días                     |                    |                    |                    |                    |                    |                    |                    |                    |                    |                    |                    |                    |                    |                    |                    |                    |                    |
| Moncloa > El Pardo                 | Moncloa > El Pardo | Moncloa > El Pardo | Moncloa > El Pardo | Moncloa > El Pardo | Moncloa > El Pardo | Moncloa > El Pardo | Moncloa > El Pardo | Moncloa > El Pardo | El Pardo > Moncloa | El Pardo > Moncloa | El Pardo > Moncloa | El Pardo > Moncloa | El Pardo > Moncloa | El Pardo > Moncloa | El Pardo > Moncloa | El Pardo > Moncloa | El Pardo > Moncloa |
| 23                                 | 00                 | 01                 | 02                 | 03                 | 04                 | 05                 | 06                 | 07                 | 23                 | 00                 | 01                 | 02                 | 03                 | 04                 | 05                 | 06                 | 07                 |
|                                    | 20 55              | 30                 | 05 40              | 15 50              | 25                 | 00 35              | 10                 |                    |                    | 15 50              | 25                 | 00 35              | 10 45              | 20 55              | 30                 | 05                 |                    |
| Sólo sábados y vísperas de festivo |                    |                    |                    |                    |                    |                    |                    |                    |                    |                    |                    |                    |                    |                    |                    |                    |                    |

## Recorrido y paradas

### Sentido El Pardo
| Código | Parada                                       | Común con                     | Conexión con Metro | Otros           |
| ------ | -------------------------------------------- | ----------------------------- | ------------------ | --------------- |
| 11980  | Moncloa-Ministerio del Aire                  | N602 N901 N905                | Moncloa            | NC1 NC2 N21 N28 |
| 1330   | Cardenal Cisneros                            | N28                           |                    |                 |
| 1332   | Escuela Agronómica                           | N901 N902 N903 N906 N907      |                    |                 |
| 1334   | Palacio de la Moncloa                        | N901 N902 N903 N906 N907      |                    |                 |
| 1338   | Veterinaria                                  | N604 N901 N902 N903 N906 N907 |                    |                 |
| 1341   | Parque Deportivo Puerta de Hierro            |                               |                    |                 |
| 1343   | Instituto Llorente                           |                               |                    |                 |
| 5793   | Escuela ESCP                                 |                               |                    |                 |
| 6315   | Carretera del Pardo-Alberca                  |                               |                    |                 |
| 6316   | Carretera del Pardo-Tiro Pichón              |                               |                    |                 |
| 6317   | Carretera del Pardo-Puente de Renfe          |                               |                    |                 |
| 6318   | Carretera del Pardo-Acuartelamiento Marva    |                               |                    |                 |
| 6319   | Avenida del Palacio-Regimiento Transmisiones |                               |                    |                 |
| 10887  | Carretera del Pardo-Avenida de la Guardia    |                               |                    |                 |
| 6320   | Paseo de El Pardo Nº5                        |                               |                    |                 |
| 6321   | Paseo de El Pardo Nº43                       |                               |                    |                 |
| 6322   | Paseo de El Pardo-Campaña                    |                               |                    |                 |
| 6323   | Carretera de Colmenar-Regimiento             |                               |                    |                 |
| 6324   | Carretera de Colmenar Viejo                  |                               |                    |                 |
| 51106  | Carretera de Colmenar-Batallón               |                               |                    |                 |
| 6325   | Carretera de Colmenar-Regimiento             |                               |                    |                 |

### Sentido Moncloa
| Código | Parada                                        | Común con                          | Conexión con Metro | Otros           |
| ------ | --------------------------------------------- | ---------------------------------- | ------------------ | --------------- |
| 6325   | Carretera de Colmenar-Regimiento              |                                    |                    |                 |
| 6326   | Paseo de El Pardo-Campaña                     |                                    |                    |                 |
| 6327   | Paseo de El Pardo Nº20                        |                                    |                    |                 |
| 6328   | Paseo de El Pardo-Carboneros                  |                                    |                    |                 |
| 6329   | Avenida de la Guardia-Soldado                 |                                    |                    |                 |
| 6330   | Avenida de la Guardia-Brunete                 |                                    |                    |                 |
| 6331   | Carretera del Pardo-Parque Central Ingenieros |                                    |                    |                 |
| 6332   | Carretera del Pardo-Puente de Renfe           |                                    |                    |                 |
| 6333   | Carretera del Pardo-Tiro Pichón               |                                    |                    |                 |
| 6334   | Carretera del Pardo - M-40                    |                                    |                    |                 |
| 1346   | Centro de Estudios Europe                     |                                    |                    |                 |
| 1344   | Instituto Llorente                            |                                    |                    |                 |
| 1342   | Parque Deportivo Puerta de Hierro             |                                    |                    |                 |
| 23     | Estadística-Geografía e Historia              | N602 N604 N901 N902 N903 N906 N907 |                    |                 |
| 1335   | Palacio de la Moncloa                         | N901 N902 N903 N906 N907           |                    |                 |
| 1333   | Escuela Agronómica                            | N602 N604 N901 N902 N903 N906 N907 |                    |                 |
| 1331   | Avenida de la Memoria                         |                                    |                    |                 |
| 11980  | Moncloa-Ministerio del Aire                   | N602 N901 N905                     | Moncloa            | NC1 NC2 N21 N28 |